# 阿道夫群島
66°19′S 67°11′W / 66.317°S 67.183°W
阿道夫群島（英語：Adolph Islands），是南極洲的群島，處於沃特金斯島西北面，屬於比斯科群島的一部分，根據英國探險隊拍攝的空中照片繪入地圖，現時由南極條約體系管理。